# ۹۳۸ (خورشیدی)
۹۳۸ نهصد و سی و هشتمین سال هجری خورشیدی است.

## زادگان
- ابوالقاسم انصاری کازرونی - شاعر و فاضل ایرانی